# Auchtavan Cottage

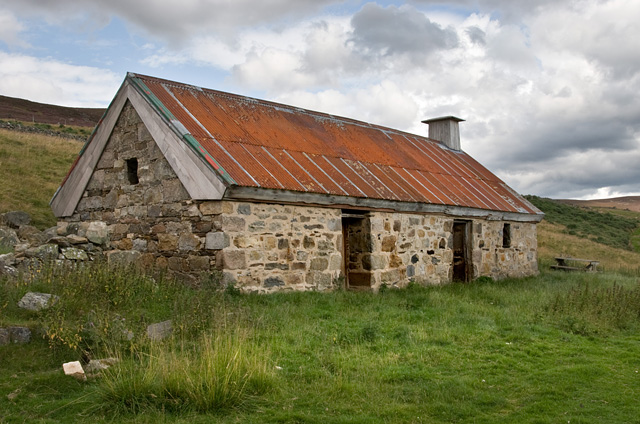
Auchtavan Cottage

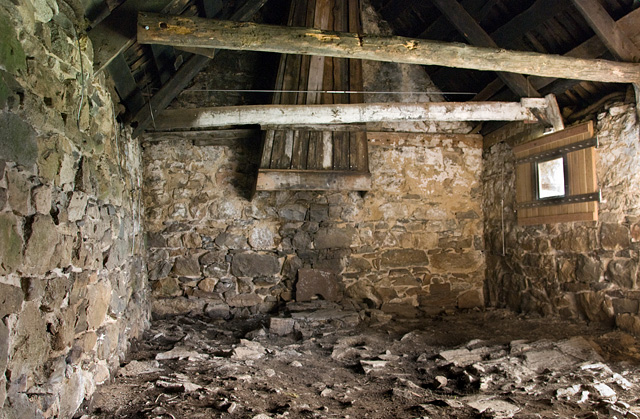
Innenraum

Das Auchtavan Cottage ist ein Wohngebäude nahe der schottischen Ortschaft Crathie in der Council Area Aberdeenshire. 2005 wurde das Bauwerk in die schottischen Denkmallisten in der höchsten Denkmalkategorie A aufgenommen. Des Weiteren bildet es mit dem nahegelegenen Queen Mother’s Cottage und der Dreschmühle ein Denkmalensemble.

## Geschichte
In der zwischenzeitlich aufgelassenen bäuerlichen Siedlung Auchtavan sind heute noch drei Gebäude erhalten. Das Wohngebäude Auchtavan Cottage stammt aus dem späten 18. oder frühen 19. Jahrhundert. Es handelt sich um eines der seltenen erhaltenen Exemplare einer einst weitverbreiteten Gebäudetyps im ländlichen Schottland. Cottages mit offenen Herden und Funkenhüten sind erstmals 1746 in Angus belegt. In der zweiten Hälfte des 18. Jahrhunderts verbreitete sich diese Bauweise in Ost-, Zentral- und Nordostschottland bis nach Shetland. Das Auchtavan Cottage ist weitgehend im Originalzustand erhalten. Der Funkenhut könnte eine spätere Ergänzung sein, da seine Größe nicht mit dem darunterliegenden offenen Herd korrespondiert.

## Beschreibung
Das Wohngebäude steht isoliert im Glen Feardar rund fünf Kilometer westlich von Crathie. Das Mauerwerk des einstöckigen, länglichen Gebäudes besteht aus grob behauenem Bruchstein. Seine Hauptfassade ist drei Achsen weit. Das ursprüngliche Reetdach mit Grasnarben ist erhalten, äußerlich jedoch durch Wellbleche geschützt. Cruckbögen spannen die Dachkonstruktion auf. An einer der Giebelseiten sind die Überreste des Holzgerüst des Funkenhuts erhalten.